# Protektoratet Peru
Protektoratet Peru (också känt som Protectorate of San Martín), var ett protektorat skapat 1821 i Peru efter Perus självständighetsförklaring från det Spanska imperiet. Protektoratet existerade under ett år och sjutton dagar under beskydd av José de San Martín och Argentina.

## Peruanska självständighetskriget
Peruanska självständighetskriget var en serie militära konflikter i Peru som började med José Fernando de Abascal y Sousas militära återerövring av flera territorier vid 1811 års slag vid Guaqui. Detta följdes av den spanska arméns nederlag 1824 vid slaget vid Ayacucho, och slutade 1826 med belägringen av befästningen Real Felipe i Callao.
Självständighetskrig ägde rum även efter upproret 1780–1781 av urfolksledaren Túpac Amaru II och det tidigare avlägsnandet av regionerna Övre Peru och Vicekungadömet Río de la Plata från Vicekungadömet Peru. Vicekungen hade ofta haft stöd av "Lima-oligarkin", som såg sina elitintressen hotade av ett folkligt uppror och var motståndare till den nya kommersiella klassen i Buenos Aires. Under 1800-talets första decennium hade Peru varit ett fäste för de kungatrogna som kämpade mot rebellrörelserna i Peru, Övre Peru, Quito och Chile. Bland krigets viktigaste händelser var proklamationen av Perus självständighet av José de San Martín den 28 juli 1821.